# Kosovo KS19
Kosovo KS19 var namnet på den 19:e Svenska Kontingenten i Kosovo; en fredsbevarande enhet som Sverige skickade till Kosovo inom ramen för KFOR.
Den största delen av personalen var grupperad vid Camp Victoria, i Hajvalia utanför Pristina.

## Förbandsdelar
- Kontingentschef: Övlt Stefan Smedman
- B-Coy (mekaniserat skyttekompani): Mj Arne Askros
- NSE: Mj Ahlén